# Cyrus
Cyrus – imię męskie pochodzenia perskiego od słowa khuru, „tron, stolica”, z gr. kύρος (kyros), „moc, władza, panowanie, autorytet” lub hebr. kôresh, hhâras, „słońce”. Jest sześciu świętych o tym imieniu, m.in. św. Cyrus, męczennik aleksandryjski z IV wieku n.e.
Żeńskim odpowiednikiem jest Cyra (Kira).
Cyrus imieniny obchodzi 31 stycznia i 12 września.
Odpowiedniki w innych językach:
- (ang. • łac.) Cyrus
- (gr.) Kύρος (Kyros)
- (ros.) Кир  (Kir)
- (wł.) Ciro

## Osoby noszące imię Cyrus
- Cyrus I – władca perski z dynastii Achemenidów
- Cyrus II Wielki – król perski również z dynastii Achemenidów
- Cyrus Młodszy – syn króla perskiego Dariusza II
- Cyrus Vance – amerykański polityk, sekretarz stanu w administracji prezydenta Jimmy’ego Cartera
- Cyrus Frisch – holenderski reżyser, scenarzysta i producent filmowy
- Ciro Immobile – włoski piłkarz

### Święci Cerkwi Prawosławnej[4]
- św. Cyrus Aleksandryjski, lekarz bezinteresowny – męczennik[5],
- św. Cyrus, patriarcha Konstantynopola – święty biskup[6],

## Postaci fikcyjne o imieniu Cyrus
- Cyrus Smith – inżynier, bohater książki Tajemnicza wyspa Juliusza Verne’a.
- w serialu mockumentalnym Chłopaki z baraków Cyrus jest jednym z antagonistów głównych bohaterów.
- Cyrus Engelkind Hemmelfart – hierarcha Wolnego Miasta Novigrad w uniwersum wiedźmińskim polskiego autora Andrzeja Sapkowskiego.
- w grze Saints Row: The Third Cyrus jest przywódcą wrogiej dla Świętych grupy o nazwie STAG.
- w grze komputerowej The Elder Scrolls Adventures: Redguard główna postać nosi to imię.
- w grze The Elder Scrolls IV: Oblivion Cyrus jest jednym z Ostrzy w Świątyni Władcy Chmur.
- w grze Original War Cyrus Parker jest jednym z pierwszych żołnierzy których spotykamy w kampanii amerykańskiej.
- w grze Star Wars Episode I: The Phantom Menace żołnierz Naboo imieniem Cyrus posiada kartę dostępu umożliwiającą przejście oddziałowi szturmującemu Pałac Królewski w Theed.
- w głównych grach czwartej generacji serii Pokemon Cyrus jest liderem złego Teamu Galactic.